# Cosacos de Kubán
Los cosacos de Kubán (en ruso: Кубанские казаки) es una de las once comunidades cosacas, considerada una de las principales después de la de los cosacos del Don (de hecho existe una "rivalidad" sana —cultural y tradicionalista— entre ambas comunidades respecto al liderazgo en orígenes e historia cosaca). Son originarios de la ribera occidental del río Kubán y de pre-Azovie (mar de Azov). En la actualidad, la comunidad cosaca de Kubán cuenta con más de 140.000 miembros, más de 18.000 habitantes, solamente en el territorio del krai de Krasnodar, sur de Rusia (censo del año 2002), representando una de las minorías nacionales y étnicas de esta región (0,34% del total), poblada mayoritariamente por rusos, armenios, ucranianos y griegos.

## SigloX
Con el nombre de cosacos de Kubán aparecen en fuentes históricas a finales del siglo XVII, pero también se sabe que los cosacos habían estado en los mismos lugares mucho antes. El nombre de cosacos se puede encontrar escrito de manera diferente en textos griegos tallados en piedra y en inscripciones romanas Meotidas y Tanaidas ya en la época antigua de N. Era. En estos se escribía como kasakos, gazakoe, kasagos (V.V.Látishev, Vs. Míller - Lengua de Osetia). La geografía de Persia del siglo X (Gudud Al Alem) menciona la Tierra Kasak en pre-Azovie (Mar de Azov). Los escritos rusos llaman a los provenientes de estas tierras como kozaros, klobukos negros y cherquesos.

## Año 1282
En 1282, emigraron y fundaron posteriormente la ciudad de Cherkassi a orillas del río Dniéper los Cherkassos de Piatigorsk - (I.Boldin). En Rusia a los cosacos cherkassos se los consideraba como “pueblo cristiano de habla eslava”, y así los describen Matvéi de Méjov y el embajador germano en Moscú de la época, Sigizmundo Gerberschtein, entre los siglos XV y XVI. Los documentos rusos y de las autoridades de Crimea los nombran también como los cosacos de Azov (Azovskie Kazakí).
El nombre “Cosacos de Kubán” en documentos de este tipo se puede encontrar recién doscientos años después, pues así se llamaba a los compañeros y simpatizantes de Stepán Razin que se refugiaron detrás de la frontera turca en el río Kubán. Además de profesar la antigua fe cristiana (“stáraya vera”), mantenían en su ambiente un espíritu de enemistad y rebeldía contra Moscú y sus cosacos aliados del río Don. En tiempos de Razin, el círculo de los caudillos del Don no mostraba interés alguno en los conflictos internos de la monarquía rusa, ni tomaban muy a pecho las reformas del Patriarca Nikon. Los cosacos del Don no compartían con los cosacos de Kubán el odio a las órdenes, reglas y estilo de vida de los cosacos establecidos en Moscú, quienes prestaban servicios militares a la monarquía y tardaban en regresar a las tierras natales del río Kubán. Y al revés, los partidarios y simpatizantes de Razin eran considerados insurgentes por los cosacos del Don, cuyo comportamiento y rebeldía les complicaron las relaciones con la monarquía rusa, además de causar una pérdida parcial de autonomía e independencia política de la comunidad cosaca.

## Año 1682
Mientras tanto, las rebeliones contra Moscú continuaban en el norte del Don también después de la muerte de Razin. Ahora tenían carácter de desobediencia a las reformas del Patriarca Nikon. Además fueron obligados a defenderse de los cosacos que eran aliados de los rusos y de los rusos propiamente dichos, quienes no tenían ningún reparo en atacar sus territorios siempre que podían. El principal refugio para los cosacos de “antigua fe” o viejos creyentes (“staroobriádtsy”) en el río Don fueron durante muchos años una fortificación y un monasterio cerca del río Medvéditsa. En este lugar se reunían los más fieros enemigos de Moscú entre los pobladores locales y también entre los procedentes de otras partes. Los moscovitas arrasaron este centro de oposición en 1689. Los sobrevivientes cruzaron la frontera con Turquía en el norte del Cáucaso, donde en un principio se instalaron a orillas del río Agrajáñ, y posteriormente, en 1703, con autorización del Sultán en la ribera occidental del río Kubán Bajo. Allí, entre el Labá y el mar Azov, fundaron varios pueblos y desde aquel tiempo adelante se hicieron llamar Cosacos de Kubán.

## Año 1708
En 1708, el atamán de los Cosacos del Don, Bulavin, envió una carta con sus ayudantes a los cosacos de Kubán: "Jesús Cristo, hijo de Dios, nos perdone, amén. De los atamanes del Don, de Kondrátiy Afanásievich Bulavin y de todo el Ejército, a los exploradores en el nombre de Dios, Cosacos de Kubán, al atamán Savéliy Pajómovich o aquel otro atamán que se encuentre y a todos los grandes atamanes mi saludo y felicitaciones. Les informo a ustedes y humildemente solicito su colaboración y buena disposición, ya que les mandé con mis tropas a Kubán y a la ciudad de Achiúyev, para Josán-pashá y para Sartlán-mirzá, cartas oficiales sobre nuestra situación de aliados (cosacos del Don y de Kubán), así y en adelante como habían vivido los viejos cosacos".
Después de la descripción de su triunfante levantamiento, el atamán Bulavin termina: "Y me gustaría enviarles a ustedes, grandes atamanes, a mi cosaco Antón Eroféyev que además es el primo tuyo, Savéliy Pajómovich, y con el que irán gente de negocios, los que llevarán cartas a Josán-pashá y a Sartlán-mirzá. Y nosotros tenemos temor de mandar dicha carta con Antón, porque antes su gente de Kubán sufrió acciones hostiles y ataques de parte de nuestros cabecillas. Y ahora señores, Saváliy Pajómovich y todos los grandes atamanes, prometemos ante Dios y con honor, ante la Madre de Dios y todos los santos de la Iglesia... por las vidas y almas entregadas por la fe cristiana, besamos el libro del Santo Evangelio por nuestra unión y moriremos uno por el otro".
El 27 de mayo de 1708, se mandó otra carta a Kubán desde la ciudad de Cherkassk. Comienza con saludos a los familiares y amistades y la solicitud para enviar a alguien como contacto: "...Y si hay alguien que tiene algún negocio para hacer aquí en tierras de nuestro ejército, lo va a hacer seguro, ya que aquí están los cosacos de todos los ríos: del Don, de Donéts, de Jopra, de Buzuluk, de Medvéditsa y de todos islotes y poblados, además de la gente mayor, también hay jóvenes que compran. Y con esta carta invitamos a ustedes y los esperamos pronto en Cherkassk, y no tardarán mucho en enviar con los tártaros sus cartas también a Josán-pashá y Sartlán–mirzá. Y ahora en la ribera tenemos nosotros, en unión con cientos de miles de cosacos o más y más adelante, Dios sabe cuántos más, puesto que muchos rusos con sus esposas e hijos se escapan de su zar y sus jueces incorrectos y se refugian en nuestras tierras libres, porque aquellos los tienen sometidos por su fe cristiana...". Al final de esa carta piden no contar nada de sus comentarios e información a nadie de la gente rusa, por si se encuentran por allí. Eso significa que entre los cosacos de Kubán normalmente no había rusos y sus comunidades y poblados sabían "...cómo habían vivido los viejos cosacos..." Si bien es cierto que representantes de otras naciones, principalmente los siervos fugitivos o los nobles desposeídos de sus bienes y perseguidos por las autoridades rusas, se establecían en las cercanías de las stanitsas cosacas y gozaban de impunidad y apoyo en estos territorios, en un principio y durante mucho tiempo los cosacos no confiaban en nadie que no perteneciera a la comunidad.
Después de la ocupación del Don por las tropas rusas en el mes de septiembre de 1708, los restos del ejército del atamán Bulavin, junto con sus familias también se fueron a Kubán. No hay cifras exactas de la cantidad de personas que emigraron. Unos dicen 2.000, otros, 40.000. Es posible que la cifra más correcta sea la que proporciona un estudio de A.I. Rigelman: 8.000 entre hombres y mujeres, encabezados por el atamán Ignat Nekrásov. Al llegar a Kubán, los "nekrásovtsy" (del atamán Nekrásov) fundaron varios poblados cercanos a los de los cosacos de Kubán. La mayoría de ellos se instaló en la península de Tamáñ en tres ciudades con antiguos nombres tradicionales del Don: Bludílovskiy, Golubínskiy y Chiriánskiy. Aquí los cosacos se unieron en el Gran Ejército de Kubán, donde fueron acogidos todos los refugiados cosacos, entre ellos cosacos del Don descontentos con el nuevo orden establecido por los rusos; del Volga, que habían sufrido persecución por Pedro el Grande entre los años 1709-1710, y también parte de los cosacos de Zaporozhia (Zaporózhskie), derrotados en la batalla de Poltava.
En los primeros años, los cosacos de Kubán continuaban con la resistencia iniciada por los atamanes Stenka Razin y Bulavin. Efectuaron varias incursiones militares al interior de Rusia, llegando hasta las provincias de Járkov, Sarátov y Penza. También pasaron vengativos por el Don. Tenían un acuerdo especial con el sultán pata reconocer la autoridad del kan de Crimea y los gobernadores asignados por él, contactar con el sultán por medio del pashá de Achiúyev o del seraksir de la ciudad de Kopilaj. Según el acuerdo con el sultán, los cosacos no tenían derecho a efectuar negociaciones diplomáticas directas con sus vecinos. Se comprometieron a defender los territorios fronterizos con Rusia y a vigilar a los tártaros durante sus migraciones. Al igual que sus ancestros en Horda Dorada, conservaban su fe cristiana; sus actividades estaban libres de impuestos, vivían según sus costumbres encabezados por el atamán elegido, tenían derecho a la explotación de yacimientos de petróleo y se dedicaban a la ganadería y la pesca. Debido a la inestabilidad reinante, no sembraban trigo.

## Año 1757
El año 1757 es considerado como la fecha del fallecimiento del atamán Nekrásov, y el mismo año se terminaron las incursiones militares de cosacos al interior de Rusia. Durante la Guerra de 1735-1739, los cosacos de Kubán se encontraban en las filas del ejército del Sultán. Al terminar la guerra comienzan a migrar paulatinamente hacia las riberas del río Danubio y a Asia. Rusia tuvo que conformarse con su existencia después de un acuerdo con Sagib Girey (1 de noviembre de 1772), donde se establece: "...todos los pueblos tártaros, cherkessos, tamantsi (de Tamán) y nekrásovtsi (de Nekrásov) se mantendrán bajo la autoridad del khan de Crimea... " (N.A. Smirnov, Política de Rusia en el Cáucaso, página 103). Cuando los turcos abandonaron Tamán, los cosacos de Kubán se trasladaron a la ribera izquierda del río Kubán. Seis años después, en agosto de 1783, se enfrentaron con los regimientos rusos de Aleksandr Suvórov y retrocedieron hasta Anapa, donde lograron juntar una flota. El 18 de septiembre unos 6500 cosacos de Kubán se dirigieron en embarcaciones livianas a las costas de Asia. De los cosacos montañeses se quedaron no más de 200-300 familias, parte de las cuales se mezclaron con pueblos de Adygueya, otros fueron bien recibidos y absorbidos por pobladores de stanitsa Nekrásovskaya en Maikop. Sin embargo, su permanencia por más de dos siglos en el territorio turco no logró borrar de la memoria el lugar de su origen - el río Kubán. Hasta ahora los cosacos "nekrásovtsi" de Kubán se diferencian mucho de los "dunak", quienes según Minórskiy, que los visitó en Turquía, "...no tienen nada que ver con los Cosacos originales de Kubán. La mayoría de ellos son rusos sureños, emigrantes o refugiados, por un mal entendimiento e ignorancia llamados como cosacos" (V.F. Minórskiy, "Visitando a los "rusos del Sultán". Antigüedad viviente", Año 1902, junio-julio).

## Año 1783
El estoicismo de los primeros cosacos de Kubán siempre fue reforzado con su creencia religiosa, conservada y traspasada intacta de generación a generación durante siglos. Al mismo tiempo los pobladores de Zaporozhie Bajo, sobrevivientes de la crisis y desaparición de Sich de Zaporozhia en 1775, carecían de motivos y convencimientos de este tipo. Puede ser que esa fuera la razón por la que se adaptaran fácilmente en su nueva calidad de un pueblo sometido por los rusos, los mismos que habían sido culpables de su desgracia. Los más valientes, como lo “nekrásovtsi”, se fueron a territorio turco, otros siguieron en sus lugares de siempre, tratando de acostumbrarse al nuevo escenario político. Estos últimos no quisieron someterse al Sultán, recordando 300 años de guerra con Turquía, y pusieron el destino de sus vidas en manos del Imperio ruso. Ya en el año 1787, los cosacos que vivían en territorios antes pertenecientes a la Sich de Zaporozhia, peleaban del lado de los rusos. Aun así, aquellas tierras de sus abuelos no les fueron devueltas - ahora aquello se llamaba Novoróssiya (Nueva Rusia). Toda la región pasó a manos extranjeras y su nombre, Zaporozhie, fue eliminado del mapa mediante un simple decreto firmado por el zar ruso el 10 de enero de 1790. De allí nacieron los nombres de los Cosacos Chernomórskie (Cosacos del Mar Negro). Dos años después, fueron trasladados por decreto a los nuevos territorios, Tamáñ y pre-Azovie (mar Azov), la orilla derecha del río Kubán desde arriba hasta el fuerte Ust-Labínskiy. En 1792, en lugar del Ejército de Kubán, que poco antes había abandonado aquellas zonas, se instalaron ex Cosacos de Zaporozhia llamados ahora Cosacos de Chernomorie. También aparecen por vez primera en documentos de la época los llamados “cosacos titulados” (registrados y empadronados oficialmente por la autoridad).
Kubán se convirtió oficialmente en territorio fronterizo de Rusia en 1783. A partir de entonces las fortificaciones rusas y las patrullas de Cosacos del Don se trasladaron a la margen derecha del río. Detrás de las stanitsas (pueblos) de cosacos en paralelo a la línea de Azovo-Mozdok se fundaron poblaciones agrícolas. Para el año 1791 en estas poblaciones vivían, junto con los cosacos nativos, cerca de 23.960 campesinos rusos y ucranianos con sus familias. La responsabilidad de los "nuevos" Cosacos de Kubán consistía en defender la labor y la vida cotidiana de los nuevos pobladores: rusos, ucranianos, tártaros, judíos, etc.
Con la llegada de Cosacos de Chernomorie a la vieja Tierra de Kasak, se fundaron decenas de pueblos cosacos con sus antiguos nombres de Zaporozhie. Para defender esas 40 stanitsas (pueblos) aproximadamente de los ataques turcos, se crearon 10 regimientos de caballería y 10 de infantería cosaca (plastún). En 1794, para aumentar la cantidad de tropas en la zona se trasladó forzosamente a cosacos del Don, que fundaron las stanitsas de Ust-Labínskaya, Kavkázskaya (cerca de las fortificaciones de Tsaritsin), Grigórievskaya, Prochnokópskaya, Temnoléskaya y Vorovskolésskaya. Los pobladores de estas stanitsas formaron otro regimiento. Entre los años 1794 y 1801 Cosacos del Don y del Dniéper poblaron las stanitsas de Novo-Márievskaya, Rozhdéstvenskaya, Novotróitskaya, Bogoyávlenskaya, Sengiléeyvskaya, Rasshevátskaya, Dmítrievskaya, Ilínskaya. Con ellos convivía una cantidad no muy numerosa de campesinos rusos provenientes de las provincias rusas de Kursk, Orlovsk y Vorónezh; además llegaron algunas antiguas familias cosacas que no eran “cosacos titulados”, pero alguna vez sí que habían prestado servicios al zar Pedro el Grande. Entre 1802-1804 se fundaron las stanitsas de Ládozhskaya, Tiflísskaya, Kazánskaya, Temizhbékskaya y Vorónezhskaya, que fueron pobladas por Cosacos de Donéts y por el extinguido Ejército Cosaco Ekaterinoslávskoye. Los habitantes de estos pueblos contribuyeron a la formación del nuevo Ejército Cosaco del Cáucaso. Todos los recién llegados, al igual que los Cosacos Chernomorskie, ahora se hacían llamar Kubánskie Kazakí (Cosacos de Kubán), y los que vivían al este de la stanitsa de Vorónezhskaya se llamaban Cosacos Lineitsi (de la Línea del Cáucaso). La gran mayoría de ellos llegaron del Don, solamente algunos pocos de ellos procedían de la desaparecida Hetmánschina o de las cercanías de Moscú. A ese grupo se sumaban emigrantes de otras partes, pero de todas formas la gran mayoría eran cosacos naturales y en servicio muy específico (en tiempos nuestros los llamarían “militares de carrera”).
Como comprobantes de esta situación pueden ser considerados distintos decretos y documentos de la época, relacionados con la repatriación de los Cosacos “de Maloróssiya”. En el Archivo Completo de Leyes del Imperio ruso, Tomo XXX, año 1808, artículo nº22902, sobre los Cosacos, se dice: “Para el Ejército Imperial Chernomórskoye esta gente iba a ser útil, ya que conocen cabalmente su oficio (por los servicios prestados con anterioridad), su estilo especial de vida y no se demoran en absoluto a reincorporarse al servicio militar en el Ejército cuando se les requiere, además de que aportan una experiencia valiosa para el mismo en materia de protección de fronteras, donde sea que estén...” En el mismo tomo, párrafo 20: "… Para prevenir posibles malas influencias como resultado de estas migraciones, la Cancillería del Ejército Chernomórskoye está autorizada expresamente a prohibir el ingreso a sus filas de personas carentes de documentos y certificados otorgados por el Gobernador General de Maloróssiya, y en cuanto aparezcan los primeros indocumentados, se les enviará de inmediato a sus lugares de origen. Estas medidas tienen gran importancia para evitar que los delincuentes fugitivos, respaldados por la libertad de movimientos y autorizados por las comunidades cosacas, aprovechen dicha situación para ocultarse de las autoridades. Este decreto se cumplirá responsablemente y se velará por su aplicación en todo el territorio bajo la autoridad de la Cancillería del Ejército Chernomórskoye…"
Dos años antes, en el Tomo XXIX, página n°2225, se ordena vigilar "… para que a los colonos y campesinos recién llegados a los territorios cosacos del Ejército Chernomórskoye se les entregaran tierras cómodas y buenas para la agricultura y por más de cinco años en aquellas tierras dichos colonos no se quedarán por ningún motivo en territorios del Ejército Chernomórskoye…"
En el año 1820, en el artículo n°28241 del Tomo XXXVII se reiteran las normas establecidas para las migraciones de cosacos de Maloróssiya y en el punto "B" se subraya: "... Las migraciones y desplazamientos se efectuarán en forma voluntaria y únicamente de gente nativa de origen cosaco..." Decretos de este tipo descartaban para los rusos y los ucranianos cualquier posibilidad de integración en las stanitsas (pueblos) cosacas en igualdad de derechos y beneficios otorgados a los cosacos por la autoridad. El gobierno estaba interesado en tener gente "con experiencia y costumbre en el estilo especial de vida", y entre los cosacos de Cherkassi (cosacos de Zhaporozhia), los cosacos del Dniéper, los que hasta hace poco prestaban sus servicios en Moskovia encontraron todos los "requisitos" necesarios.
Al ver las actas oficiales del Tratado de Pereyáslav (año 1654), cosacos nativos y originales de Dniéper había no menos de 300-500.000 personas de ambos sexos. Para el momento de su desplazamiento al Cáucaso, la población aumentó aún más en un siglo y medio. Al inicio del siglo XIX un número significativo de stanitsas cosacas (con los mismos privilegios y derechos y al servicio del Estado) se encontraba muy al interior de un Imperio ruso cada vez más poderoso y sus líneas fronterizas desplazadas a lo ancho del continente. Su lugar en la guardia de fronteras fue ocupado temporalmente por los regimientos del Ejército regular ruso - streltsí, kopéyschikes, reytares, húsares y dragones, más convenientes para el gobierno y controlables por la autoridad militar oficial. En documentos del siglo XVIII ya se podían encontrar menciones de los cosacos urbanos y definitivamente asentados, también en servicio militar regular. Algunos de ellos se hallaban fuera de las comunidades cosacas y ya no residían en las stanitsas, sino en diversas ciudades del Imperio ruso. Esos fueron cosacos terratenientes, dueños de los fundos agrícolas y constituían hasta el 15% de la población cosaca local (A.V. Chernov, «Fuerzas Armadas del Estado Ruso, siglos XV-XVII»).
De los mismos documentos y actas se puede averiguar que las autoridades de Moscú, especialmente después del Período Tumultuoso (Smuta), se preocupaban por mantener la originalidad y pureza étnica de la comunidad cosaca: «... está prohibido instalarse en el lugar donde viven cosacos a la gente de origen distinto al de ellos (cosacos)... » (Actas del Estado de Moscú – Moskóvskoye Gosudarstvo, tomo II, 15, 55). Para los gobiernos rusos de distintas épocas no hubo motivos especiales para cambiar normas a la hora de fundar nuevas stanitsas de Cosacos de la Línea del Cáucaso (stanitsas «de línea», de frontera, «linéynaya») en el Cáucaso Norte. El hecho de que en Kubán empezaran a aparecer stanitsas con nombres «rusificados», como Yaroslávskaya, Túlskaya, Kostromskaya, Nizhegoródskaya, Pénzenskaya, Sarátovskaya etc., significa únicamente que los cosacos se reinstalaban en tierras de sus ancestros, conservando nombres de ciudades donde prestaban su servicio militar (A.V. Chernov, «Fuerzas Armadas del Estado Ruso, siglos XV-XVII). Una situación similar se observa en la Sich, donde los poblados de los combatientes coterráneos (posteriormente trasladados desde Chernomorie (mar Negro) a Kubán tradicionalmente llevaban el nombre anterior, ahora en el nuevo lugar. Ahora algunas stanitsas recibían su nombre por orden del jefe militar ruso, lo cual no significaba en modo alguno que stanitsas tales como Kúrskaya, Túlskaya, Poltávskaya o Kórsunskaya fueran pobladas por los rusos o ucranianos "convertidos" en cosacos. Eso sí, existía un porcentaje insignificante de los pobladores preinscritos por las autoridades para convivir en las mismas stanitsas con cosacos: de acuerdo a los documentos oficiales desde el año 1860 hasta 1892 en las stanitsas se preinscribieron soldados en retiro- 1014 familias, campesinos estatales- 1338 familias, otras familias- 939; en total aproximadamente 12-13 000 personas de ambos sexos (L.Y. Apóstolov. “Breve reporte sobre la región de Kubán”). Aunque todas estas familias "se hicieron cosacos", de todos modos no alcanzarían el 1% de toda la población de Cosacos de Kubán. Una "inyección" tan insignificante de sangre extraña no puede amenazar el equilibrio y la pureza étnica de ninguna nación. Pero no hay que olvidar que con la llegada de gente "extranjera", en el patio trasero de cada stanitsa empezaron a surgir rápidamente poblaciones agrícolas de campesinos estatales rusos y de otras nacionalidades.

## Año 1809
Entre los años 1809 y 1825, fueron trasladados a Kubán 89.616 cosacos (de ambos sexos) del río Dniéper, quienes fundaron las stanitsas de Novoshcherbínovskaya, Novomishtastovskaya, Novominskaya, Novotitarovskaya, Novodereviánkovskaya, Novonizhnesteblíyevskaya, Novojerilevskaya, Novoleushkovskaya, Novovelichkovskaya, Tamánskaya, Pávlovskaya, Yelisavétinskaya, Marínskaya, Petróvskaya, Ajtanizovskaya y Temryúkskaya. En los años 1825-1826 el Regimiento Cosaco de Jopersk (junto con sus familias) fue trasladado desde Stávropol al Kubán Alto y Kuma, donde establecieron las stanitsas de Nevinomískaya, Belomechétskaya, Suvórovskaya, Bekéshevskaya y Batalpashínskaya. En 1848, desde el Dniéper nuevamente fueron trasladados 14.317 cosacos de ambos sexos, asentándose en las stanitsas de Dolzhánskaya y Kamyshevátskaya y en la ciudad de Yeisk. En mismo año más de 25.000 cosacos de Poltava y Chernígov fueron alojados en stanitsas "de línea" (frontera). Esto último produjo una mezcla de dos dialectos cosacos - de Don y de Chernomorie. En 1860, todos los Cosacos de Kubán: Ejército de Chernomorie con todas las stanitsas de las 6 brigadas del Ejército Linéinoye de Cáucaso, fueron unificados en la comunidad administrativa y militar: Ejército de Cosacos de Kubán. Mediante un decreto de 24 de julio de 1861, el emperador Alejandro I de Rusia entregó a los Cosacos de Kubán las pendientes y los valles de la Cordillera del Cáucaso cercanos al río Kubán. Después de eso se crearon 96 nuevas stanitsas y con los nuevos pobladores de estas stanitsas se formaron 7 regimientos de caballería y un batallón.
Pero pronto se produjo un cambio: "... en el año 1896 fue expropiada a los cosacos de Kubán la ribera del mar Negro. A las familias cosacas se les decretó que perdían todos los privilegios otorgados por el Estado y se convertían en simples campesinos y que solamente de este modo podían permanecer en las costas del mar Negro; o en caso de desacuerdo, debían abandonar dichas tierras y retirarse al interior del territorio de la región de Kubán..."; "...12 stanitsas en las costas del mar Negro fueran transformadas en poblaciones agrícolas y el batallón cosaco de Shapsugsk dejó de existir. Todos los cosacos (hombres, mujeres y niños) se marcharon a Kubán" (D.E. Skobtsov, "Tres años de revolución y Tres años de guerra civil en Kubán").
Antes de que terminara la conquista de todo el Cáucaso, los cosacos de Kubán prestaban servicios de guardia fronteriza aunque también mandaban sus regimientos para participar en batallas y guerras exteriores que libraba Rusia. Paulatinamente las estructuras administrativas cosacas en la región se modificaron y perdieron su estatus original; ahora se llamaba provincia de Kubán (antes territorio del Ejército Cosaco de Kubán). A la cabeza de la región ahora estaba el atamán asignado (y no elegido por todos los cosacos, como se era antes) y con atributos y autoridad de un gobernador general (al igual que en las provincias rusas). Con la única excepción de que de aquí en adelante ninguno de los atamanes asignados fue de origen cosaco. Eso sí, a los cosacos se les permitió conservar sus costumbres originales y tradiciones, particularidades de vida, del servicio militar y del sistema administrativo local.

## Año 1870
Cuando las fronteras caucásicas fueran trasladadas mucho más al sur, los cosacos de Kubán tenían que asumir otro tipo de servicio estatal. Los regimientos cosacos fueron incorporados al Ejército ruso en calidad de tropas irregulares y participaban ahora en todos los frentes de avanzada y defensa de Rusia. El 1 de agosto de 1870 fue confirmado "el Decreto sobre el servicio militar y las estructuras de regimientos militares de los Ejércitos Cosacos de Kubán y de Tersk". Se eliminó el tradicional sistema de administración territorial de los regimientos y brigadas. Las stanitsas de Cosacos de Kubán se distribuyeron entre los departamentos de Batalpashínskiy, Yéyskiy, Ekaterinodárskiy, Zakubánskiy, Kavkázskiy (de Cáucaso), Maikópskiy y Tamánskiy. Todas estas stanitsas enviaban a los jóvenes para un largo servicio en los regimientos y cada uno de ellos fue equipado por sus padres (¡!) con su propio caballo, montura, uniforme (de tradicional estilo cosaco), armas y municiones. Por lo tanto cada familia cedía al servicio militar no solamente sus más fuertes, saludables y valiosos representantes, sino que también debía patrocinar con significativas sumas de dinero el equipamiento de sus hijos, jóvenes combatientes cosacos. A pesar de todo, esta gente esforzada y trabajadora, con corazón e inteligencia se las arreglaba para sacar el máximo provecho de sus tierras ricas de recursos naturales, y las stanitsas brillaban por sus logros económicos y culturales.

## Año 1900
Al fundar las nuevas poblaciones, los cosacos se preocupaban primero que nada en construir templos y escuelas. Para el principio del siglo XX la región de Kubán ocupaba uno de los primeros lugares en la lista de regiones mejor desarrolladas de Rusia, por sus logros en agricultura, ganadería, uso de maquinaria y tecnología, volumen de productos de exportación, grandes cosechas de trigo. Un rol importante en el progreso de la región jugó el sistema de cooperativas. Más de 306 compañías de consumo se unieron en el Banco Cooperativo de Kubán (aproximadamente 30 millones de rublos al año). También existía la Cooperativa de Crédito y Ahorro del Sur de Kubán. Tres compañías que construyeron las líneas ferroviarias de Armavir-Tuapsínskaya, Kubano-Chernomórskaya y Yéyskaya, fundaron poblados cosacos. Ya en aquella época, los colegios y escuelas cosacas eliminaron casi por completo el analfabetismo entre los cosacos. Más de 150 establecimientos de educación media, liceos, colegios y escuelas técnicas, 100 escuelas profesionales, etc. fueron la cuna de buenos especialistas, profesionales y un excelente fundamento cultural para el pueblo cosaco.
Casi todo ese desarrollo cultural fue patrocinado y financiado únicamente por el pueblo cosaco de Kubán, preocupado por su futuro y por contar con su propia clase intelectual cosaca. Las autoridades rusas se interesaban principalmente en reforzar los lazos psicológicos con el Imperio, para que hubiera tolerancia, asimilación y unificación nacional con el pueblo ruso. Para esos fines servía la educación y preparación de juventud cosaca fuera de las fronteras regionales, en academias y escuelas militares rusas. Por ejemplo: los futuros oficiales no tenían posibilidad de hacer estudios superiores en Kubán y estaban obligados a ingresar en los cuerpos de cadetes y academias superiores fuera del ambiente cosaco, donde al mezclarse con toda la masa estudiantil perdían con el tiempo el sentimiento de su "exclusividad" original cosaca. Lo mismo pasaba con la mayoría de cosacos egresados de las universidades y academias superiores rusas: al término de los estudios, normalmente bien cotizados por los militares rusos, esos jóvenes oficiales se repartían entre regimientos de todo el Imperio, donde absorbían la cultura y costumbres hasta entonces extrañas. Otros oficiales, egresados de las academias militares rusas, al regresar a Kubán muy a menudo eran "portadores" de un espíritu del ejército regular ruso, ajeno a los cosacos. Se perdía la conexión espiritual entre los altos mandos y las tropas, creándose una intolerancia mutua, a veces hasta la enemistad abierta.

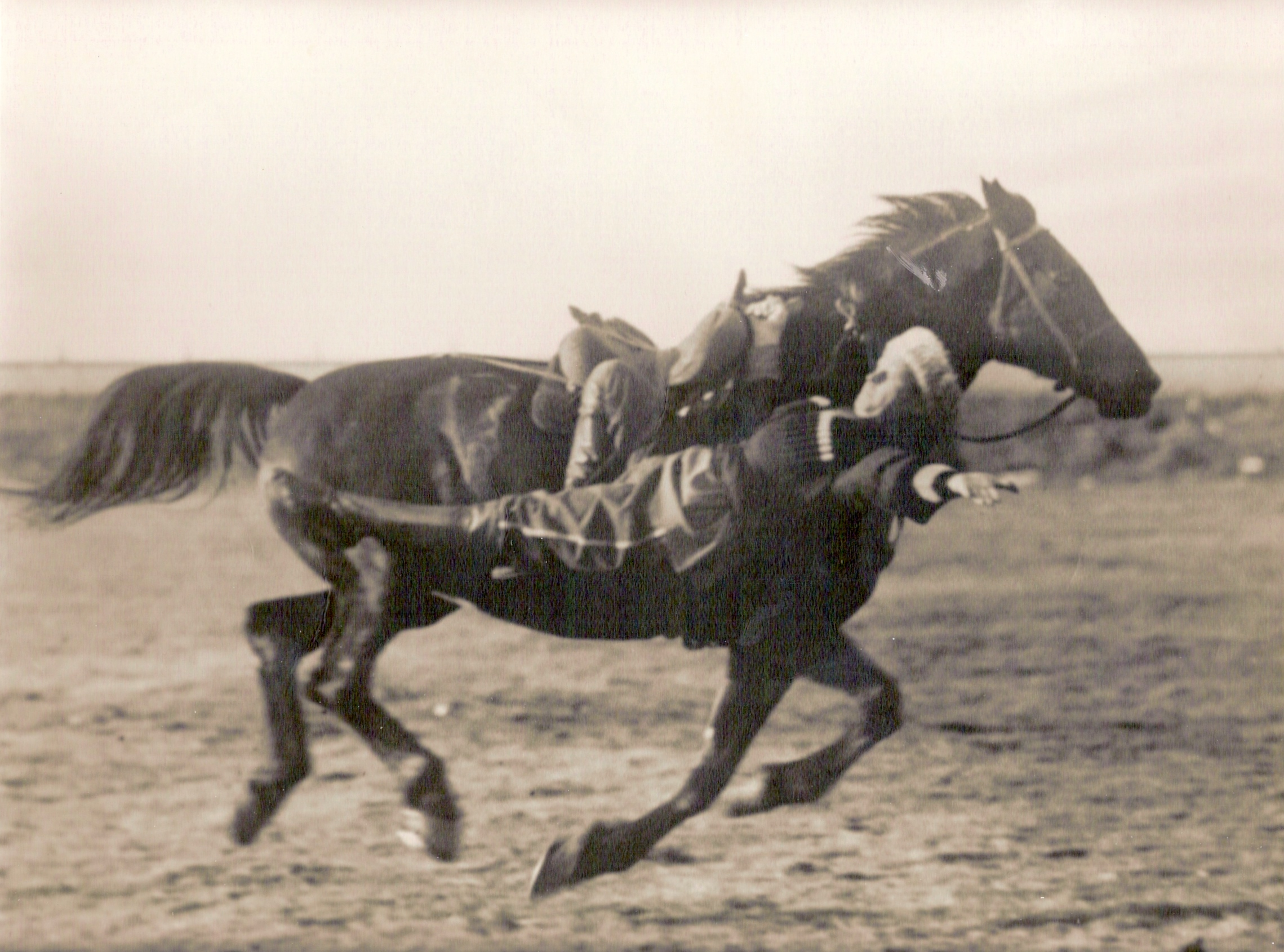
Cosaco de Kubán durante presentación de dzhiguitovka, ejercicios cosacos de equitación, 1950

Las stanitsas también sufren algunos cambios significativos, dos corrientes contrarias, corriente popular y corriente de "comandantes de nobleza". El pueblo vivía de viejas glorias y amargos recuerdos sobre destruida y desaparecida república de Sich y sobre deportación violenta a los territorios extraños, sobre numerosas pérdidas humanas en defensa de intereses extranjeros, dificultades y sacrificios de largo y obligatorio servicio militar al beneficio de otra nación; los altos mandos por el contrario, sobreponían con entusiasmo y lealtad ante el trono ruso, el Imperio ruso, y con soberbia y desprecio hacia viejas normas de autoridad y administración cosacas, siempre listos sacrificar vidas de sus subordinados y sus propias no solamente por medallas, privilegios y títulos otorgados, también por la Idea misma del Gran Imperio ruso. En esta época aparecen líderes y sus "segundones" los que finalmente jugaron su triste partido en lucha por la Idea Cosaca después de la revolución. Dejó sus frutos el trabajo minucioso y planificado a largo plazo en "rusificación" de la juventud cosaca por parte de los pedagogos y profesores rusos, también con ayuda de la Iglesia. Para estos fines disponían de autoridad, conocimientos y apoyo de la poderosa Iglesia, material preparado sobre historia, etnografía y política; juntos, iglesia y profesorado, trabajando para sembrar en almas de jóvenes semillas de culpabilidad de cosacos ante pueblo ruso y sus dinastías. Destrucción y ruinas de poblados cosacos de Don y de Dniéper fueron presentadas a la opinión pública como el mal necesario ante "desborde de barbaridad" en comunidades cosacas, consideradas por los rusos como "bandas de asaltantes y delincuentes", "rebeldes y fugitivos". Por todo eso y como pago permanente por los "pecados" imaginarios de sus ancestros, el único destino para estas "bandas de bárbaros" predeterminado por las autoridades fue entrega incondicional de sus vidas en beneficio del Imperio; tenían que recoger cada miga de gracia caída de la mano del Tsar con humildad y culpa permanente. Acariciados con estos vientos de mentira parte de inteligencia cosaca, educada en escuelas militares y civiles rusas, aceptaban y se conformaban con esa situación e idea...
Sin embargo el pueblo mantenía intacto el espíritu de viejo Zaporozhie y Gran Ejército Cosaco de Don. Pueblo conservaba sus leyendas, su historia de sabor amargo y su antigua rebeldía hacia autoridad rusa, por lo tanto fue muy vulnerable a cualquier tipo de ideas revolucionarias, llegadas a través de los propagandistas populistas de distinto color, que aparecieron en aquella época – comunistas, socialistas, anarquistas, etc.. Fue así cuando los cosacos cantaban "Katarina, madre enemiga”, al mismo tiempo sus comandantes alegremente leían decreto de Catalina II, con el cual a cambio de su lealtad, obediencia y sacrificio les otorgaban un diminuto superficie de tierra en pre-Azovie, plagado de malaria (la misma Catalina la Grande años antes expropió a los cosacos bastas y ricas tierras de Novorossia). Aquello había que recibir con gran agradecimiento, aunque de acuerdo al mismo decreto se terminaba la autoridad de atamans elegidos democráticamente, esta autoridad pasaba a las manos de generales designados por el estado ruso. Más adelante en el mismo decreto dice: "...deseamos: para mejorar la orden y las estructuras administrativas de su ejército y para su beneficio pensado, formar y crear mismas a la manera de instituciones gubernamentales del estado". En administración militar la región de Kubán obedecía a todos los reglamentos comunes del gobierno, lo que se refiere al servicio militar cosaco y comandancia de ejército. Las stanitsas cosacas deberían en forma obligatoria completar con sus representantes las tropas, regimientos y batallones de infantería (plastún) de estructura militar cosaca, pero todos como parte del Ejército Ruso participando en compañías, frentes y maniobras lejos de Kubán.
En tiempos de paz el departamento de Ekaterinodar mantenía movilizado 1° Regimiento de Caballería de Ekaterinodar y 1° batallón de infantería (plastún); departamento de Batalpashisk: 1° Regimiento de Caballería de Jopiorsk y parte del 6° batallón de infantería (plastún); departamento de Yéysk: 1° Regimientos de Caballería de Zaporózhskiy y 1° de Úmanskiy además de 5° batallón de infantería (plastún); departamento de Cáucaso: 1° Regimiento de Caballería de Cáucaso y 1° de Chernomorie, también 4° batallón de infantería (plastún); Depto. de Labinsk (ex Trans-Kubánskiy): 1° Reg. de Caballería de Labinsk y 1° Reg. de Caballería de Kubañ y la otra mitad del 6° batallón de plastún; departamento de Tamansk: 1° de Tamansk y 1° de Poltava regimientos de Caballería, 3° batallón de plastún.
Con representantes de todos los departamentos fue completado División Guardia de Kubán con su cuartel en Varsovia y dos Sotnias (centenar) de guardia personal del Tsar y 5 comandas de artillería montada. En tiempos de paz 1° regimiento Lineyniy (de línea) con cuartel en ciudad de Kámensk-Podolskiy; 1° Regimiento de Ekaterinodar, en ciudad de Ekaterinodar; casi todo el resto de los regimientos y tropas de Cosacos de Kubán fueron acuartelados en Trans-Cáucaso o en la frontera con Persia en Asia Central.
En caso de conflicto todas las tropas cosacas se triplicaban en cantidad de combatientes movilizados. En la Primera Guerra Mundial los Cosacos de Kubán entregaron al Ejército de Rusia número máximo de regimientos y batallones: 4 Sotnias de guardia, 37 regimientos de caballería, 22 batallones de infantería (plastún), 38 sotnia´s especiales, 9 comandas de artillería montada y 11 sotnias de reserva.

## Año 1917
Los primeros días de la Revolución de 1917 (Revolución rusa), no lograron perturbar la rutina en la vida de los pobladores de las stanitsas cosacas. Por el contrario, brilló la esperanza de mejorar la vida de cosacos en servicio, arreglar en forma indiscriminada e acuciosa problemas de tenencia de tierra (por ejemplo, stanitsas en Chernomorie y poblados Starolinéyskie fueron ubicados en bastas y excelentes para agricultura tierras, mientras que los cosacos de trans-Kubán tenían que conformarse con pequeños predios en laderas de las montañas. Casi todos los hombres, sin contar personas mayores de edad e inválidos, fueron acuartelados en sus regimientos y batallones en distintos frentes de la Primera Guerra Mundial. Sin embargo, a La Rada (Asamblea o Reunión Popular) en la ciudad de Ekaterinodar no solamente asistieron los representantes de stanitsas y poblados, también llegaron los delegados de cosacos en servicio, desde el frente.

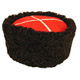
Gorra típica cosaca de la región de Kubán: papaja "kubanka", desde el hasta la actualidad

La lista de problemas para resolver contenía entre otras cosas: creación de un nuevo sistema político en Kubán; creación de condiciones de equilibrio y normalidad en relaciones entre cosacos y colonos de otras nacionalidades a la hora de distribución de títulos de dominio a la tierra. En primer caso se determinó retomar el antiguo sistema de administración popular (a lo cosaco) del gobierno regional encabezado por atamán elegido por todos, entregando a Las Radas Legislativa y Regional derecho en definir y determinar tipo de relación con Rusia. Pero en segundo caso se creó una situación conflictiva desde un principio: difícil fue encontrar puntos de entendimiento y crear una discusión constructiva con los forasteros. Las decisiones de esos últimos dependían de órdenes y directivas de sus partidos políticos en Rusia y Ucrania que rechazaban en lo absoluto los derechos de cosacos y su línea política. El problema de propiedad privada también tuvo muchos desacuerdos, aunque la determinación de establecer ciertos límites en tenencia de tierras agrícolas y asignar fondos especiales para “los sin tierra” fue tomada sin vacilación por todos, incluyendo cosacos. Se estableció que todos los desacuerdos iban a ser tratados por un foro parlamentario sin intervención de ningún tipo desde afuera. Mientras que líderes políticos y altos mandos militares (desde muy lejos del frente) apoyaban la idea de seguir en guerra hasta victoria final sobre Alemania, las masas populares sufrían agotamiento físico, psicológico y moral en campos de batalla. Partido político que tenía más simpatía fue aquel que promovía ideas de paz. Cuando comienza reinar el clima de no-obediencia en frentes de guerra, cosacos de Kubán como muchos otros prestaban su atención a los atractivos eslogan y propaganda de los bolcheviques. Al mismo tiempo la clase “rusificada” de oficiales cosacos, políticamente atrasados y congelados en posiciones del absolutismo medieval fueron incapaces de contrarrestar a la propaganda y agitación de los comunistas y bolcheviques ningún nuevo y actual punto de vista ni tampoco idea alguna que podría llegar a los corazones cosacos. Tampoco lo suficientemente progresista resultó ser elegido por la Rada de Kubán el atamán A.P. Filimónov, coronel–jurista del Ejército de Kubán.
Esta debilidad política de altos mandos y sus seguidores de viejas generaciones fue claramente detectada por los cosacos que estaban en el frente, en opinión de los cuales los planes de acción y cambio posrevolucionario promovidos por Kaledin en agosto de 1917 en la Reunión de Moscú, no respondían a las necesidades del día, criterios sobre democracia y deseos de la masa popular cosaca, que buscaba cambios más radicales en la situación.
Después de la revuelta en octubre, cosacos en el frente todavía no sentían la emergencia de empezar la resistencia a las nuevas condiciones y órdenes de vida impuestas por los rusos. No esperaban pronta discriminación de sus derechos, añoraban descansar de la guerra y aclarar en la práctica simples, atractivos y comprensibles para cualquiera las proclamas y eslogan de los agitadores bolcheviques. Las peticiones del Atamán y de los personeros del gobierno, los consejos de cosacos mayores de resistir y expulsar a los agitadores en principio no obtuvieron buena acogida entre generaciones de cosacos jóvenes, ya que nadie tenía ganas de desligarse de una guerra y de inmediato entrar en otra. De todas formas, día a día aumentaba la irritación por la actitud soberbia e ignorante de los bolcheviques locales y foráneos. Empiezan surgir dudas sobre la autenticidad y sinceridad de promesas de libertades y numerosos beneficios para los cosacos en un futuro soviético con el poder en manos de vagos y lumpen de todo tipo, en condiciones de completo caos económico y violaciones constantes de derechos civiles.
Sin embargo, la llegada a Kubán del Ejército comandado por general Lavr Kornílov fue recibida con alegría en principio solamente por las tropas del Gobierno y guerrillas de oposición. Todos ellos al unirse de inmediato pasaron al territorio de Cosacos de Don (región declarada en rebeldía absoluta a las nuevas medidas adoptadas por los bolcheviques). Al mismo lugar (a finales de mayo de 1918) empezaron a llegar refuerzos de cosacos desde stanitsas cercanas, de los departamentos de Yeysk y Cáucaso. Para unirse con tropas del gobierno de Kubán llegaron también guerrillas de Kovchag, miembros de La Rada, además de la tropa del sótnik Pavlichenko. Empiezan levantarse y unirse a la resistencia en contra de las tropas “rojas”, poblados en montañas: stanitsa Bekeshevskaya y otras stanitsas del departamento Batalpashinskiy, encabezados por coronel Andréi Shkuró. 
Con la ayuda de alemanes se liberó Tamáñ. En 10 de junio el Ejército Voluntario de oposición (Ejército Voluntario, en ruso: Dobrovólcheskaya Armia) y el gobierno de Kubán con sus regimientos comienzan 2° Campaña por Kubán. Allí se unen a ellos los excombatientes en frentes de la Guerra, pobladores, cosacos de las stanitsas cercanas. Los "rojos" (del Ejército Rojo) perdieron confianza, en tanto que los "blancos" (del Ejército Blanco) no lograron ganarla en su totalidad. "...Las relaciones entre los "voluntarios" (del Ejército Voluntario) y cosacos de Kubán fueron pesadas y extrañas —escribe un miembro del gobierno de Kubán de la época, se mataban uno por el otro en contra de los "rojos", se alegraban de éxitos comunes, pero al momento de definir el sentido de lucha y sus fines se levanta un muro de repudio y sarcasmo entre ambos bandos, no existe comprensión constructiva de ningún tipo..." (D.E. Skobtsov "Tres años de revolución y Guerra Civil en Kubán”). General Antón Denikin respalda y solidifica su autoridad en Kubán con métodos de chantaje, introducción en mentes de cosacos de Kubán del sentimiento de culpa por no responder de inmediato a los llamados de resistencia armada. Hostigamiento, ahorcamientos, fusilamientos, promociones y ascensos en servicio solamente a los líderes y sus “segundones” educados y creados en escuelas militares rusas, a aquellos oficiales y representantes de inteligencia para los cuales intereses de su pueblo natal parecían ser triviales e insignificantes en comparación con los movimientos sociales de escala mundial que acababan con el brillo del Imperio ruso.
A pesar de todo, los Cosacos de Kubán movilizaron a sus filas 110.000 combatientes, durante dos años de lucha contra los bolcheviques mostraron una gran capacidad de lucha y energía. Durante dos años su Asamblea Popular, la Rada de Kubán, defendía su derecho de determinar el destino de su región natal, defender derechos del Ejército Independiente de Kubán y enfrentar a la política del gobierno prorruso del general Antón Ivánovich Denikin. Los representantes del pueblo cosaco, defensores de idea de independencia cosaca y libertad, debían enfrentar en primer lugar la resistencia de sus propios comandantes que apostaron por seguir el genio militar y la equivocada política de los generales rusos, descartando y dejando al olvido la sabiduría y memoria popular. Aquellos comandantes junto a los rusos con entusiasmo trataban de imponer a los cosacos sus aprensiones sin tener en consideración los términos y voluntad del pueblo, junto con general Denikin, ordenaban a sus combatientes cosacos derramar su sangre por intereses de distintos clases sociales rusos, por un futuro donde no quedaba lugar para el pueblo cosaco. Esos mismos hicieron vista gorda al asesinato por los agentes del general Denikin del presidente del gobierno de Kubán: N.S. Ryabovol. Esos mismos obstaculizaban intentos de establecer relaciones constructivos y favorables entre cosacos patriotas de Kubán y sus simpatizantes; no vacilaban a la hora de efectuar arrestos y deportación de los miembros de la Rada y con sus propios manos ejecutaron al más honrado de ellos: A. Kulábujov. Las prioridades y tareas a futuro que ellos imponían a los cosacos de Kubán eran irreales e imposibles de cumplir. 
En la primavera de 1920, ante constante ofensiva de las fuerzas “rojas” de los rusos se produce derrota y caída formal de Región Independiente Kubán, suspensión de su Constitución, clausura de organismos institucionales, término de la autoridad del atamán y de su gobierno. Comienza la esclavitud soviética, genocidio abierto y exterminio físico de los cosacos de Kubán y de otras regiones.

## Año 1990
Tras 1990, se constituyeron asociaciones cosacas en las zonas tradicionales: el sur de Rusia, norte del Cáucaso, sur y oriente de Ucrania, montes Urales, zona del río Don y en el Extremo Oriente. En 1991 el movimiento se propagó fuera de las zonas tradicionales y a finales de 1992 se habían creado asociaciones en las grandes ciudades del norte: Moscú, San Petersburgo, etc. En Moscú se fundó la Unión Nacional Cosaca.
En la actualidad la región de Kubán es parte integral de Federación de Rusia, como sujeto administrativo federal y bajo el nombre de Krai de Krasnodar. La comunidad cosaca local destaca en logros económicos, estabilidad cultural, tradicional y política. La capital y el centro administrativo de esta región cosaca es la ciudad de Krasnodar (Ekaterinodar, antiguo nombre en tiempos del Imperio ruso), fundada en 1793 por los primeros colonos cosacos en el sur de Rusia.